# Careproctus acifer
Careproctus acifer är en fiskart som beskrevs av Anatoly Petrovich Andriashev och Stein, 1998. Careproctus acifer ingår i släktet Careproctus och familjen Liparidae. Inga underarter finns listade.